# Adiabene
Adiabene fou el nom clàssic de l'antiga regió anomenada també Assíria, entre Armènia (al nord), el Tigris (al sud i sud-oest), Susiana (al sud-est), i Atropatene (a l'est). Estrictament, l'Adiabene era la regió entre el Tigris i la Corduena, a la zona del rius Gran Zab i Petit Zab.

## Geografia
La gran regió d'Assíria es dividia en els districtes següents:
- Aturia
- Calacene
- Cazene
- Dolomene
- Arrhapacitis
- Adiabene (entre el Gran Zab o Lycus i el Petit Zab o Caprus)
- Arbelitis
- Apolloniatis (Calonitis)
- Sittacene

Ciutats principals de la gran regió foren Ninus, Niniveh, Ctesifont, Arbela, Gaugamela, Apollonia, Artemita, Opis, Cala o Celonae i Sittace o Sitta.
La ciutat principal i capital del regne fou Arbela.
El poble que, segons Estrabó, vivia a l'Adiabene, eren els saccopodes.

## Història
Durant l'època aquemènida fou un petit estat vassall persa; sota els selèucides fou una satrapia
Els sàtrapes foren mantinguts pels parts, que van ocupar el país a finals del segle ii aC. En algunes satrapies com a Caracene (governada per Hyspaosines, que va emetre moneda el 125 aC), els governadors selèucides hi van restar algun temps, però després foren enderrocats pels parts. Adiabene fou conquerida pels parts en una data entre el 121 aC i el 113 aC, any en què ja dominaven Dura Europos. Vers el 95 aC, el sàtrapa (al qual els parts van donar el dret d'anomenar-se rei) d'Adiabene (junt amb els de Corduena i Osroene), era vassall del rei part Mitridates, però a la seva mort (el 87 aC a tot estirar) van fer submissió a Tigranes II d'Armènia (vers 85 aC). Després de la derrota armènia el 69 aC enfront dels romans, els regnes de Mesopotàmia van retornar a l'obediència del rei dels parts. Al nord d'Adiabene, la província de Beth Nuhadra (nom en arameu) fou governada per un general directament responsable davant el rei part. La capital n'era Arbela, i Nínive és possible que hagués estat refundada i convertida en una ciutat autònoma grega. El coneixement d'aquesta època deriva dels autors clàssics com Estrabó, Claudi Ptolemeu, Plini el Vell, Flavi Josep i Tàcit.
Un vitaxe (virrei o marcgravi) de Nova Siracene (Nor Shirakan) és esmentat a la llista de prínceps armenis d'Agathangelos. Faust esmenta a Arxavir Camsaracà, príncep de Siracene i d'Arxaruní o Arxawir Camsaracà nahapet (el títol que portava). Lazarus també parla d'un Arxavir Camsaracà, senyor d'Aršaruni o príncep d'Aršaruni, o també simplement Arsawir senyor o príncep d'Aršaruni; també de Narses Camsaracà (fill d'Aršawir) senyor o príncep de Siracene. Suposadament aquesta marca de Nova Siracene (normalment esmentada com marca de Mèdia) s'hauria de distingir del regne d'Adiabene i hauria estat formada per territoris adiabens ocupats pel regne d'Armènia o per les regions armènies frontereres amb el regne de la Mèdia Atropatene, servint de baluard contra aquest regne. No obstant Markwart, a Eransahr i a Südarmenien refusa acceptar l'existència d'un vitaxe a Adiabene i diu que es tractava del rei del país, vassall del rei d'Armènia; rebutja la existència de dos territoris diferenciats: el regne no armeni d'Adiabene (vassal armeni almenys sota el rei Tigranes II), i la marca armènia fronterera d'Adiabene (de fet Adiabene no tenia frontera comuna amb Armènia); això xoca amb alguns problemes, entre els quals el fet que el regne d'Adiabene ja no existia quan escrivien Faust i Agatàngelos (segle iv) que esmenten la marca amb claredat, però Markwart, després d'alguns dubtes, es va inclinar per no acceptar l'existència d'un vitaxat de Nova Siracene/Adiabene. De existir com a vitaxat el nom oficial seria el de Nova Siracene.
A finals del segle i aC, se suposa que n'era rei Izates I, al qual va succeir el seu fill Monobaz I (Monobazos, Monobazus, Monobazes). El fill d'aquest, el rei Izates II (Ezad II), mentre era hereu, fou enviat per seguretat a la cort d'Abinerglos, rei de Caracene o Mesene, la capital del qual era Karax Spasinos, que li va donar la seva filla Samaca (Samacha) com a esposa i va ser convertit al judaisme per Ananies (Hannan), un mercader jueu; simultàniament, a la cort de Monobaz I (Monobazos I), la reina Helena (mare d'Izates) va adoptar la mateixa fe, potser pel seu contacte amb jueus de la veïna Nísibis dirigits pel rabí Judah ben Bathyra. La ruta Edessa, Nísibis, Adiabene fins al golf era molt utilitzada pels mercaders jueus i, en aquesta ruta, havien expandit la seva religió (mentre que, a la ruta sud, per Carres (Harran), no hi havia gaire trànsit per les depredacions dels nòmades beduïns. Els jueus d'Adiabene es van destacar per la seva estricta observança.
Quan Monobaz I va veure que s'acostava la seva hora, va cridar al seu fill, que va rebre una residència prop de la capital. A la mort del rei (després de l'any 30), la reina Helena va convocar una assemblea de nobles, governadors i comandants militars i va proclamar el seu fill Izates i, per seguretat, va fer matar els seus germanastres i parents i va confiar el govern al fill gran, Monobaz, fins a l'arribada o majoria d'Izates. Contra el que solia passar, Monobaz no va oposar resistència a donar el poder al seu germà Izates quan aquest va arribar i, finalment, fou coronat vers l'any 36. Izates II va actuar amb clemència i va enviar els seus parents a Roma i Pàrtia com a ostatges i per protecció. De moment, va amagar el fet de la seva conversió al judaisme, però quan es va circumcidar públicament (contra l'opinió d'Helena, que pensava que el poble ho veuria com una cosa contrària als costums nacionals), es va saber.
Descoberta la seva conversió, la noblesa va començar a conspirar i va cridar al rei Abia d'Aràbia, però Abia fou derrotat (i es va suïcidar). La noblesa va conspirar llavors amb el rei de Pàrtia. Artaban II, príncep rival de Tiridates III, es va refugiar l'any 39 a Adiabene, i Izates va aconseguir restaurar Artaban com a rei (40), que fou cridat pel mateix rei Cinmamos (elegit pels nobles parts), que li va lliurar la corona. En compensació pels seus bons oficis, li fou cedida al rei d'Adiabene la ciutat de Nísibis. Izates va gaudir aviat de la simpatia popular. Va fer el pelegrinatge a Jerusalem l'any 46, on va reduir els efectes d'una fam fent portar gra des d'Alexandria, i figues des de Xipre.
A la mort d'Artaban (42), el va succeir el seu fill Vardanes I (Bardān), que va demanar a Izates de participar en una expedició contra els romans. Izates s'hi oposava i la sort es va aliar amb ell, perquè Vardanes va morir en lluita amb el seu germà (adoptiu) Gotarces II de Pàrtia (Gōdarz), fill (adoptiu) d'Artaban, al qual Izates va donar suport però no va gosar enfrontar-se als romans, que volien com a rei Mitridates IV (any 49), que quan es va presentar a Adiabene es va trobar que ja no tenia partidaris i amb ajut o no d'Izates fou fet presoner per Gotarces, i el va mutilar per inhabilitar-lo per regnar.
La noblesa d'Adiabene continuava conspirant i, quan va pujar al tron Vologès I de Pàrtia (Walaš), li va demanar d'enderrocar Izates i posar al tron un rei que respectés les pràctiques ancestrals. Vologès va revocar els privilegis concedits a Izates per Artaban, i va estar a punt d'envair el país, però ho va evitar una incursió dels escites.
Izates va morir entre el 55 i el 60, i la seva mare, Helena, el va seguir al cap de poc (foren enterrats a Jerusalem). El va succeir el seu fill Monobaz II (un dels 24 fills del rei), que el 61 va enviar un contingent a Armènia en defensa de Tiridates I d'Armènia i contra Tigranes VI d'Armènia, que havia intentar conquerir Adiabene (amb aprovació de Roma), però tot i rebre ajut de Pàrtia fou derrotat a Tigranocerta. El 63, Monobaz va signar la pau de Randea (entre Roma i l'Imperi part). Monobaz II fou també de religió jueva i dos parents seus van morir lluitant contra Vespasià i Tit en la guerra del 66 al 71.
Gairebé no hi ha notícies immediatament posteriors. Tanmateix, l'escriptor Teodoret esmenta que Adiabene pertanyia als parts i formava part d'Osroene, la qual cosa indicaria que els dos països es van unir (de fet, en els anys següents trobem una filla de Monobaz II casada amb rei de Caracene, Symmaco, i la filla d'ambdós, que es deia Awde, es va casar amb Mannus VI, rei d'Osroene, del 57 al 71). Vers el 109, el rei d'Edessa va comprar el seu tron al rei de Pàrtia (probablement Osroes I) i en aquest moment s'hauria tornat a separar Osroene d'Adiabene.
El 114, Trajà va ocupar Nisibe, que pertanyia al rei o sàtrapa d'Adiabene i va enviar ambaixadors al governant adiabè Mebarzapes (Meharaspes o Mebarsapes), que els va detenir. El 115, Trajà va enderrocar aquest governant, que estava aliat amb Mannus de Singara. Adiabene fou convertida en la província romana d'Assíria. Un contraatac part va recuperar la regió mentre Trajà era a la costa del golf Pèrsic, però l'emperador va retornar cap al nord i va expulsar els parts i va crear un regne client amb Mesopotàmia i Assíria al front, al cap del qual va posar Phartamaspates.
Adrià va abandonar la regió el 117. El Regne d'Adiabene va ser conservat pels parts i suposadament establerta una dinastia arsàcida. Ammià Marcel·lí esmenta la província persa d'Assíria/Adiabene governada per un vitaxe, però persa. Markwart suggereix que el Vitaxat d'Adiabene fou concedit a la dinastia oròntida de la Sofene, deposada feia poc temps, en concret a la seva branca, la dels Arzerunis; de fet, algunes branques Oròntides, sens dubte les més properes als últims reis de Sofene, van ser trasplantades pels reis d'Armènia des de la Sofene, on sembla que havien mostrat signes d'insubordinació, a la frontera del seu regne amb Mèdia. El baix nivell assignat a una gran casa senyorial com els Arzerunis a la llista d'Agathangelos i al text de Faustus, podria ser explicat precisament per haver estat investit amb el vitaxat la casa principal però els Arzerunis de la llista serien només una branca secundaria, un príncep d'una segonagenitura.
Durant les lluites entre Pesceni Níger i Sèptim Sever (193-194), el rei d'Adiabene, aliat amb el d'Osroene, van atacar Nísibis. Després de la victòria de Sèptim, els dos reis van justificar la seva acció dient que Nísibis era partidària de Níger, però en realitat se suposa que el rei d'Adiabene es volia expandir cap allí. El 195, amb l'aprovació del senat, Sèptim Sever va envair Adiabene, va imposar l'hegemonia de Roma i va rebre el títol d'Adiabenicus. El rei d'Adiabene, Narses, es va fer client de Roma, i el 196, quan els parts van contraatacar, va romandre lleial als romans, i per això fou enderrocat i executat. Caracal·la va ocupar Arbela el 216, quan ja Adiabene tenia una població cristiana important.
Després, el 224, l'Imperi part va passar als sassànides, però la dinastia local va romandre fidel als reis parts i es va aliar amb Armènia. El 231, els romans van atacar els perses per la Mèdia Atropatene, però finalment, vers el 238, Adiabene va ser conquerida pels perses i foren senyors locals armenis els que, a poc a poc, van anar ocupant els llocs principals i les terres, especialment els Arzerunis, prínceps suposadament oròntides en origen. Faust esmenta el vitaxat d'Adiabene just després de la derrota romana del 363, quan Adiabene va passar als perses; al mateix moment esmenta als Arzerunis. Al mateix any segons Faust es van separar d'Armènia i van passar als perses els vitaxats d'Arzanene i Gogarene i el Mahkert-tun, el Nihorakan i el Dassntre, i tota la feudalitat d'Arzanene. Però totes aquestes regions foren recuperades pels romans després de la victòria de Valent el 371 fins que el 377 els romans es van veure abocats a la partició del Caucas i els territoris en qüestió van retornar a Pèrsia. La dinastia local Arzerúnia de l'Adiabene va desaparèixer poc després del 363. També van desaparèixer simultàniament els prínceps de Mahkert-tun, Dassntre i Nihorakan. Al segle vi Adiabene ja apareix com un territori no armeni sota control eclesiàstic del metropolità de Nínive i polític del rei de reis persa.

## Reis d'Adiabene
- Abdissares (esmentat vers 164 aC)
- Desconegut (vers 69 aC)
- Artaxares (contemporani d'August)
- Izates I (vers l'any 15)
- Monobaz I (20?–30?)
- Helena (vers 30-31)
- Monobaz bar Izates (regent) vers 31-35
- Izates II bar Monobaz (vers 35–58)
- Monobazus II bar Monobaz (58 – després del 71)
- Domini directe part ?-91, unit a Osroene 81-109
- Izates III (vers 109-abans del 114)
- Meharaspes (abans del 114–115)
- Domini romà (115)
- Domini part 115
- Domini romà 115-116)
- Regne de Mesopotamia i Assíria amb Phartamaspates 116-117
- Domini part 117, establiment d'una dinastia local (arsàcida?) després del 117
- Racbactus (?-136)
- Atwr ('tlw) (vers 150)
- Narsai o Narses (vers 170–200)
- Shahrat (Shahrad) (vers 216-227)
- Adorzahab (?-fins vers el 240)
- Als sassànides 238
- Nakharark armenis vers 240
  - Aphraates (esmentat el 310)
  - Artaxerxes II (344–376)

## Nakhararkarmenis i bisbat nestorià
El 354, l'emperador Constanci II va fer una expedició a la zona, que li va valdre el títol d'Adiabenicus Maximus. Per aquest temps, Arbela, a l'Adiabene, fou la seu d'un bisbat nestorià que, vers el 600, va establir la seva seu primada o patriarcat a Arbela.
Vers el 378, la regió va passar als Arzerunis segurament per concessió del rei de Pèrsia. Encara eren uns fidels vassalls perses quan va esdevenir la invasió àrab que va posar fi al seu domini. Des de llavors, es va dir Haydab i no va tornar a tenir entitat administrativa diferenciada.

## Llista de bisbes nestorians d'Adiabene
- Pkidha 104-114
- Semsun 120-123
- Isaac 135-148
- Abraham 148-163
- Noh 163-179
- Habel 183-190
- Abedhmiha 190-225
- Hiran 225-258
- Salupha 258-273
- Ahadabuhi 273-291
- Sria 291-317
- Iohannon 317-346
- Abraham 346-347
- Maranzkha 347-376
- Subhaliso 376-407
- Daniel 407-431
- Rhima 431-450
- Abbusta 450-499
- Josep 499-511
- Huana 511-???